# Pierre-Luc Gagnon

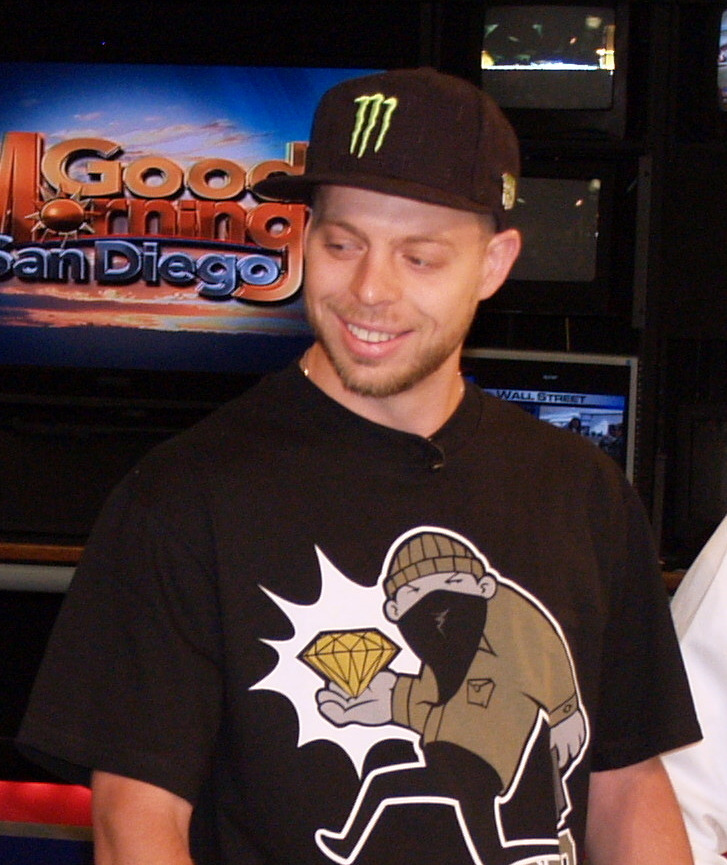
Pierre-Luc Gagnon

Pierre-Luc Gagnon (Boucherville, Canada, 2 mei 1980) is een professioneel skateboarder. Hij staat ook vaak bekend als PL of PLG.

## Geschiedenis
Piere begon met skateboarden in 1988, en deed mee aan zijn eerste wedstrijd in 1992. Tegenwoordig is hij vaak te zien bij de X Games, waar hij 10 medailles heeft gewonnen, waarvan 3 van goud zijn, wat onder andere was bij de Vert, Vert Doubles, Vert Best Trick en Big Air. Hij heeft ook meerdere overwinningen in de Dew Tour en bij de Gravity Games.

## Huidige Sponsoren
- Osiris Shoes
- Darkstar Skateboards
- Anex Trucks
- Capix Helmets
- Electric Eyewear
- West49 Skateshop
- Nixon Watches
- Boost Mobile
- Monster Energy Drink